# Antique (drama)
Antique (アンティーク Antīku?) es una serie japonesa emitida entre el 8 de octubre y el 17 de diciembre de 2001 por Fuji TV. Se trata de la primera y única adaptación a imagen real del manga Antique Bakery de Fumi Yoshinaga, quien también participó como guionista de la serie. Antique mezcla elementos de comedia y shōnen-ai, y fue protagonizada por Hiroshi Abe, Shiina Kippei, Naohito Fujiki y Hideaki Takizawa. La serie ha ganado varios Television Drama Academy Awards, incluyendo a mejor drama.

## Argumento
La historia se centra en cuatro hombres que trabajan en una pastelería. Tachinaba Keiichiro es el dueño; Ono Yusuke es el magnífico panadero que tiene una misteriosa y fascinante aura. Kobayakawa Chikage es el mesero y cercano guardaespaldas de Tachinaba, y último pero no menor esta Kanda Eiji, un exboxeador quien ama mucho los pasteles y se vuelve mesero en Antique. Esta es una cordial comedia sobre las cuatro muy únicas personalidades que trabajan hasta las altas horas de la noche en la pequeña pastelería. La serie sigue el romance, la vida de familia y lo más importante, la relación entre estos cuatro hombres desde diferentes experiencias de generaciones. 
Antique está localizada en el medio de una ordinario área residencial, y permanece abierta hasta las 2 todo sencillamente en esta divertida tienda es antiguo. Los dulces que se venden son increíblemente deliciosos, y lo más interesante de Antique es que los 4 hombres que trabajan aquí son realmente guapos, y cada uno de ellos tiene un interesante pasado, al igual que los clientes que tienen una historia que contar.

## Reparto
- Hideaki Takizawa es Kanda Eiji.
- Kippei Shiina es Tachinaba Keiichiro.
- Naohito Fujiki es Ono Yusuke.
- Koyuki es Izuka Momoko.
- Hiroshi Abe es Kobayakawa Chikage.
- Kazuki Enari es Yoshinaga Shota.
- Taeko Nishino es Uchino Akane.
- Kazunaga Tsuji es Munakata Katsuo.
- Kaori Manabe es Shimazaki Tamami.
- Teizo Muta es Kanda Genichi.
- Kaoru Yachigusa es Shirai Fukiku.
- Etsuko Ikuta es Tachinaba Hiroki.
- Midori Kimura es Shirai Eiko.
- Susumu Kobayashi es Noma Atsushi.
- Isao Nonaka es Kisha Saeki.
- Tadahiro Aoki es Muto Tadahiro.
- Manami Konishi es Nakano Itsuko.
- Keishi Nagatsuka es Onizuka Toru.
- Eri Imai es Namiko (la novia de Toru).
- Noriko Nakagoshi es Makino Junko.
- Makiko Shiraki es Obayashi Yukiko.
- Oshima Yuko es Obayashi Kayoko.
- Risa Sudo es Toyama Midori.
- Mia Murano es Takeuchi Hideko.
- Takeshi Masu es Ono Keisuke.
- Naomi Hosokawa es Ono Reiko.
- Sawa Suzuki es Marooka Mieko.
- Mayuko Nishiyama
- Mami Uematsu

## Premios
- 31st Television Drama Academy Awards: Mejor Drama
- 31st Television Drama Academy Awards: Mejor Reparto
- 31st Television Drama Academy Awards: Mejor Apoyo de Actor: Shiina Kippei
- 31st Television Drama Academy Awards: Mejor Música de Arreglo
- 31st Television Drama Academy Awards: Mejor Opening
- 31st Television Drama Academy Awards: Mejor Canción de Drama: "Youthful Days" por Mr.Children
- 31st Television Drama Academy Awards: Premio Especial: Antique's Cakes